# Pulvinaria occidentalis
Pulvinaria occidentalis är en insektsart som beskrevs av Cockerell 1897. Pulvinaria occidentalis ingår i släktet Pulvinaria och familjen skålsköldlöss. Inga underarter finns listade i Catalogue of Life.